# Animal Crossing: Amiibo Festival
Animal Crossing: Amiibo Festival (с англ. — «Перекрёсток Животных: Фестиваль Amiibo») — настольная видеоигра, разработанная Nintendo EPD и NDcube и изданная Nintendo для домашней приставки Wii U. Игра является вторым спиноффом серии Animal Crossing и была выпущена по всему миру в ноябре 2015 года.
Animal Crossing: Amiibo Festival — первая игра серии, официально переведённая на русский язык.

## Игровой процесс
Amiibo Festival — это виртуальная настольная игра, похожая по стилю игры на серию игр Mario Party. Среди играбельных персонажей присутствуют Изабель, К.К. Слайдер, Том Нук и Мейбл — четыре из восьми персонажей серии, на которых основаны фигурки Amiibo. Игра также поддерживает карты Amiibo, которые были впервые применены в видеоигре Animal Crossing: Happy Home Designer. Для игры требуется обязательное задействование фигурок Amiibo.

## Разработка
Руководитель серии Ая Кёгоку заявила, что игра была задумана как мотивирующий фактор для создания первой линейки фигурок Amiibo по серии Animal Crossing: «Честно говоря, мы просто хотели фигурки Amiibo по серии Animal Crossing. Мы хотели, чтобы компания создала линейку фигурок по данной серии, поэтому мы создали игру, которая взаимодействует с ними».
Игра была анонсирована во время пресс-конференции Nintendo в июне 2015 года в E3, с датой выхода в четвертом квартале 2015 года, позже была объявлена точная дата — ноябрь 2015 года. Ая Кёгоку отметала отличия игры от Mario Party, заявив, что последняя больше ориентирована на мини-игры, в то время как Amiibo Festival — скорее настольная игра. В игре используется протокол Amiibo для интеграции персонажей в игру, при этом с выпуском игры в комплекте было восемь различных фигурок Amiibo. Каждый из персонажей имеет индивидуальные характеристики, в том числе дом, связанный с персонажем в соответствии с дизайном из Animal Crossing: Happy Home Designer.
Animal Crossing: Amiibo Festival была выпущена исключительно в качестве розничного продукта и не доступна в цифровом виде в интернет-магазине Nintendo ни в одном регионе.

## Критика
| Сводный рейтинг       | Сводный рейтинг |
| Агрегатор             | Оценка          |
| --------------------- | --------------- |
| GameRankings          | 48,47 %         |
| Metacritic            | 46/100          |
| Иноязычные издания    |                 |
| Издание               | Оценка          |
| Famitsu               | 32/40           |
| IGN                   | 5/10            |
| Nintendo World Report | 4,5/10          |

Animal Crossing: Amiibo Festival получила негативные отзывы критиков. Совокупный балл игры по данным сайта Metacritic составляет 48 баллов из 100 на основе 20 отзывов. Рецензент IGN оценил игру на 5 баллов из 10, заявив, что интеграция с Amiibo «обременительна» и «с ней трудно совладать», а игровой процесс — скучное и медленное «снотворное» — рецензент почти заснул во время игры. Игра была оценена как «несомненно очаровательная», расслабляющая, но в то же время в неё лучше всего играть с друзьями. Рецензент Nintendo World Report дал игре 4,5 баллов из 10, сославшись на «скучный, повторяющийся игровой процесс», отметив, что лучше потратить время не на эту игру, а на что-то более стоящее. Рецензент GamesBeat дал игре 3,3 балла из 10 и осудил ее за то, что она является не более чем «вопиющей попыткой заставить покупателя приобрести больше фигурок Amiibo, и это попытка возмутительна». Не все рецензенты были настолько критичны; журнал Famitsu оценил игру на 32 балла из 40, причем каждый из четырех рецензентов дал ей 8 баллов.
В течение первой недели после выхода в Японии было продано 20 303 копии игры.

## Заметки
1. ↑  Известная в Японии как  (яп. どうぶつの森 amiiboフェスティバル  Добуцу но Мори: Amiibo Фэсутибару , «Лес Животных: Фестиваль Amiibo»)